# Gaius Caecilius Metellus
Gaius Caecilius Metellus was een Romeins politicus uit de 2e eeuw v.Chr.
Hij was een zoon van Gaius Caecilius Metellus Caprarius. Hij tartte Lucius Cornelius Sulla tijdens diens regering als dictator, door de vraag te stellen wanneer hij zou stoppen met zijn proscripties, "Niet om hen te sparen die u al heeft aangewezen, maar om hen te kalmeren die u besloot te sparen".
Zijn jongere broer was Quintus Caecilius Metellus Creticus, die consul was in 69 v.Chr.